# 6 Ore di Spa-Francorchamps 2021
La 6 Ore di Spa-Francorchamps 2021 è stata un evento di corse di auto sportive di resistenza che si è tenuta presso il Circuito di Spa-Francorchamps il 1º maggio 2021: è stata il round di apertura del Campionato del mondo endurance 2021 ed è stata la decima edizione dell'evento nell'ambito del campionato e la quarantunesima edizione della competizione. La gara ha segnato il debutto della nuova era "Hypercar" delle gare di durata ed è stata vinta dalla debuttante Toyota GR010 Hybrid.

## Qualifiche

### Risultati
La pole position di ogni classe è indicata in grassetto. Il giro più veloce di ogni equipaggio è indicato con lo sfondo grigio.
| Pos. | Classe    | No. | Team                      | Qualifica   | Gap     | Griglia |
| ---- | --------- | --- | ------------------------- | ----------- | ------- | ------- |
| 1    | Hypercar  | 7   | Toyota Gazoo Racing       | 2:00.747    |         | 1       |
| 2    | Hypercar  | 8   | Toyota Gazoo Racing       | 2:01.266    | +0.519  | 2       |
| 3    | LMP2      | 22  | United Autosports USA     | 2:02.404    | +1.657  | 3       |
| 4    | Hypercar  | 36  | Alpine Elf Matmut         | 2:02.652    | +1.905  | 4       |
| 5    | LMP2      | 26  | G-Drive Racing            | 2:02.984    | +2.237  | 5       |
| 6    | LMP2      | 29  | Racing Team Nederland     | 2:03.435    | +2.688  | 6       |
| 7    | LMP2      | 70  | Realteam Racing           | 2:03.475    | +2.728  | 7       |
| 8    | LMP2      | 25  | G-Drive Racing            | 2:03.485    | +2.738  | 8       |
| 9    | LMP2      | 28  | JOTA                      | 2:03.516    | +2.769  | 9       |
| 10   | LMP2      | 38  | JOTA                      | 2:03.625    | +2.878  | 10      |
| 11   | LMP2      | 21  | DragonSpeed USA           | 2:03.816    | +3.069  | 11      |
| 12   | LMP2      | 24  | PR1 Motorsports           | 2:03.869    | +3.122  | 12      |
| 13   | LMP2      | 31  | Team WRT                  | 2:03.915    | +3.168  | 13      |
| 14   | LMP2      | 34  | Inter Europol Competition | 2:04.207    | +3.460  | 14      |
| 15   | LMP2      | 1   | Richard Mille Racing Team | 2:05.284    | +4.537  | 15      |
| 16   | LMP2      | 20  | High Class Racing         | 2:05.522    | +4.775  | 16      |
| 17   | LMP2      | 44  | ARC Bratislava            | 2:07.051    | +6.304  | 17      |
| 18   | LMGTE Pro | 92  | Porsche GT Team           | 2:11.219    | +10.472 | 18      |
| 19   | LMGTE Pro | 52  | AF Corse                  | 2:12.351    | +11.604 | 19      |
| 20   | LMGTE Pro | 91  | Porsche GT Team           | 2:12.370    | +11.623 | 20      |
| 21   | LMGTE Pro | 51  | AF Corse                  | 2:12.443    | +11.696 | 21      |
| 22   | LMGTE Pro | 63  | Corvette Racing           | 2:13.106    | +12.359 | 22      |
| 23   | LMGTE Am  | 33  | TF Sport                  | 2:14.660    | +13.913 | 23      |
| 24   | LMGTE Am  | 98  | Aston Martin Racing       | 2:15.615    | +14.868 | 24      |
| 25   | LMGTE Am  | 88  | Dempsey-Proton Racing     | 2:16.319    | +15.572 | 25      |
| 26   | LMGTE Am  | 54  | AF Corse                  | 2:16.367    | +15.620 | 26      |
| 27   | LMGTE Am  | 83  | AF Corse                  | 2:17.560    | +16.813 | 27      |
| 28   | LMGTE Am  | 47  | Cetilar Racing            | 2:17.719    | +16.972 | 28      |
| 29   | LMGTE Am  | 85  | Iron Lynx                 | 2:18.452    | +17.705 | 29      |
| 30   | LMGTE Am  | 86  | GR Racing                 | 2:18.813    | +18.066 | 30      |
| 31   | LMGTE Am  | 60  | Iron Lynx                 | 2:20.356    | +19.609 | 31      |
| 32   | LMGTE Am  | 56  | Team Project 1            | Senza tempo |         | 32      |
| 33   | LMGTE Am  | 77  | Dempsey-Proton Racing     | Senza tempo |         | 33      |
| 34   | LMGTE Am  | 777 | D'station Racing          | Senza tempo |         | 34      |

## Gara

### Risultati
I vincitori di classe sono indicati in grassetto.
| Pos                 | Classe        | N°  | Team                      | Piloti                                                   | Telaio                       | Gomme | Giri |
| Pos                 | Classe        | N°  | Team                      | Piloti                                                   | Motore                       | Gomme | Giri |
| ------------------- | ------------- | --- | ------------------------- | -------------------------------------------------------- | ---------------------------- | ----- | ---- |
| 1                   | Hypercar      | 8   | Toyota Gazoo Racing       | Sébastien Buemi Kazuki Nakajima Brendon Hartley          | Toyota GR010 Hybrid          | M     | 162  |
| 1                   | Hypercar      | 8   | Toyota Gazoo Racing       | Sébastien Buemi Kazuki Nakajima Brendon Hartley          | Toyota 3.5L Turbo V6         | M     | 162  |
| 2                   | Hypercar      | 36  | Alpine Elf Matmut         | André Negrão Nicolas Lapierre Matthieu Vaxivière         | Alpine A480                  | M     | 162  |
| 2                   | Hypercar      | 36  | Alpine Elf Matmut         | André Negrão Nicolas Lapierre Matthieu Vaxivière         | Gibson GL458 4.5L V8         | M     | 162  |
| 3                   | Hypercar      | 7   | Toyota Gazoo Racing       | Mike Conway Kamui Kobayashi José María López             | Toyota GR010 Hybrid          | M     | 161  |
| 3                   | Hypercar      | 7   | Toyota Gazoo Racing       | Mike Conway Kamui Kobayashi José María López             | Toyota 3.5L Turbo V6         | M     | 161  |
| 4                   | LMP2          | 22  | United Autosports USA     | Philip Hanson Fabio Scherer Filipe Albuquerque           | Oreca 07                     | G     | 161  |
| 4                   | LMP2          | 22  | United Autosports USA     | Philip Hanson Fabio Scherer Filipe Albuquerque           | Gibson GK428 4.2L V8         | G     | 161  |
| 5                   | LMP2          | 38  | JOTA                      | Roberto González António Félix da Costa Anthony Davidson | Oreca 07                     | G     | 160  |
| 5                   | LMP2          | 38  | JOTA                      | Roberto González António Félix da Costa Anthony Davidson | Gibson GK428 4.2L V8         | G     | 160  |
| 6                   | LMP2          | 28  | JOTA                      | Sean Gelael Stoffel Vandoorne Tom Blomqvist              | Oreca 07                     | G     | 160  |
| 6                   | LMP2          | 28  | JOTA                      | Sean Gelael Stoffel Vandoorne Tom Blomqvist              | Gibson GK428 4.2L V8         | G     | 160  |
| 7                   | LMP2 (Pro-Am) | 29  | Racing Team Nederland     | Frits van Eerd Giedo van der Garde Job van Uitert        | Oreca 07                     | G     | 159  |
| 7                   | LMP2 (Pro-Am) | 29  | Racing Team Nederland     | Frits van Eerd Giedo van der Garde Job van Uitert        | Gibson GK428 4.2L V8         | G     | 159  |
| 8                   | LMP2          | 34  | Inter Europol Competition | Jakub Śmiechowski Renger van der Zande Alex Brundle      | Oreca 07                     | G     | 159  |
| 8                   | LMP2          | 34  | Inter Europol Competition | Jakub Śmiechowski Renger van der Zande Alex Brundle      | Gibson GK428 4.2L V8         | G     | 159  |
| 9                   | LMP2 (Pro-Am) | 70  | Realtam Racing            | Esteban Garcia Loïc Duval Norman Nato                    | Oreca 07                     | G     | 158  |
| 9                   | LMP2 (Pro-Am) | 70  | Realtam Racing            | Esteban Garcia Loïc Duval Norman Nato                    | Gibson GK428 4.2L V8         | G     | 158  |
| 10                  | LMP2 (Pro-Am) | 21  | DragonSpeed USA           | Henrik Hedman Juan Pablo Montoya Benjamin "Ben" Hanley   | Oreca 07                     | G     | 158  |
| 10                  | LMP2 (Pro-Am) | 21  | DragonSpeed USA           | Henrik Hedman Juan Pablo Montoya Benjamin "Ben" Hanley   | Gibson GK428 4.2L V8         | G     | 158  |
| 11                  | LMP2          | 1   | Richard Mille Racing Team | Tatiana Calderón Sophia Flörsch Beitske Visser           | Oreca 07                     | G     | 158  |
| 11                  | LMP2          | 1   | Richard Mille Racing Team | Tatiana Calderón Sophia Flörsch Beitske Visser           | Gibson GK428 4.2L V8         | G     | 158  |
| 12                  | LMP2 (Pro-Am) | 20  | High Class Racing         | Jan Magnussen Anders Fjordbach Dennis Andersen           | Oreca 07                     | G     | 157  |
| 12                  | LMP2 (Pro-Am) | 20  | High Class Racing         | Jan Magnussen Anders Fjordbach Dennis Andersen           | Gibson GK428 4.2L V8         | G     | 157  |
| 13                  | LMP2 (Pro-Am) | 25  | G-Drive Racing            | John Falb Rui Andrade Roberto Merhi                      | Aurus 01                     | G     | 157  |
| 13                  | LMP2 (Pro-Am) | 25  | G-Drive Racing            | John Falb Rui Andrade Roberto Merhi                      | Gibson GK428 4.2L V8         | G     | 157  |
| 14                  | LMP2 (Pro-Am) | 24  | PR1 Motorsports           | Patrick Kelly Gabriel Aubry Simon Trummer                | Oreca 07                     | G     | 157  |
| 14                  | LMP2 (Pro-Am) | 24  | PR1 Motorsports           | Patrick Kelly Gabriel Aubry Simon Trummer                | Gibson GK428 4.2L V8         | G     | 157  |
| 15                  | LMGTE Pro     | 92  | Porsche GT Team           | Kévin Estre Neel Jani                                    | Porsche 911 RSR-19           | M     | 153  |
| 15                  | LMGTE Pro     | 92  | Porsche GT Team           | Kévin Estre Neel Jani                                    | Porsche 4.2L Flat-6          | M     | 153  |
| 16                  | LMGTE Pro     | 51  | AF Corse                  | Alessandro Pier Guidi James Calado                       | Ferrari 488 GTE Evo          | M     | 153  |
| 16                  | LMGTE Pro     | 51  | AF Corse                  | Alessandro Pier Guidi James Calado                       | Ferrari F154CB 3.9L Turbo V8 | M     | 153  |
| 17                  | LMGTE Pro     | 52  | AF Corse                  | Daniel Serra Miguel Molina                               | Ferrari 488 GTE Evo          | M     | 153  |
| 17                  | LMGTE Pro     | 52  | AF Corse                  | Daniel Serra Miguel Molina                               | Ferrari F154CB 3.9L Turbo V8 | M     | 153  |
| 18                  | LMGTE Pro     | 63  | Corvette Racing           | Antonio García Oliver Gavin                              | Chevrolet Corvette C8.R      | M     | 152  |
| 18                  | LMGTE Pro     | 63  | Corvette Racing           | Antonio García Oliver Gavin                              | Chevrolet 5.5L V8            | M     | 152  |
| 19                  | LMGTE Pro     | 91  | Porsche GT Team           | Gianmaria Bruni Richard Lietz                            | Porsche 911 RSR-19           | M     | 152  |
| 19                  | LMGTE Pro     | 91  | Porsche GT Team           | Gianmaria Bruni Richard Lietz                            | Porsche 4.2L Flat-6          | M     | 152  |
| 20                  | LMGTE Am      | 83  | AF Corse                  | François Perrodo Nicklas Nielsen Alessio Rovera          | Ferrari 488 GTE Evo          | M     | 152  |
| 20                  | LMGTE Am      | 83  | AF Corse                  | François Perrodo Nicklas Nielsen Alessio Rovera          | Ferrari F154CB 3.9L Turbo V8 | M     | 152  |
| 21                  | LMGTE Am      | 33  | TF Sport                  | Ben Keating Dylan Pereira Felipe Fraga                   | Aston Martin Vantage AMR     | M     | 152  |
| 21                  | LMGTE Am      | 33  | TF Sport                  | Ben Keating Dylan Pereira Felipe Fraga                   | Aston Martin 4.0L Turbo V8   | M     | 152  |
| 22                  | LMGTE Am      | 47  | Cetliar Racing            | Roberto Lacorte Giorgio Sernagiotto Antonio Fuoco        | Ferrari 488 GTE Evo          | M     | 151  |
| 22                  | LMGTE Am      | 47  | Cetliar Racing            | Roberto Lacorte Giorgio Sernagiotto Antonio Fuoco        | Ferrari F154CB 3.9L Turbo V8 | M     | 151  |
| 23                  | LMGTE Am      | 54  | AF Corse                  | Thomas Flohr Francesco Castellacci Giancarlo Fisichella  | Ferrari 488 GTE Evo          | M     | 151  |
| 23                  | LMGTE Am      | 54  | AF Corse                  | Thomas Flohr Francesco Castellacci Giancarlo Fisichella  | Ferrari F154CB 3.9L Turbo V8 | M     | 151  |
| 24                  | LMGTE Am      | 88  | Dempsey-Proton Racing     | Andrew Haryanto Marco Seefried Alessio Picariello        | Porsche 911 RSR-19           | M     | 151  |
| 24                  | LMGTE Am      | 88  | Dempsey-Proton Racing     | Andrew Haryanto Marco Seefried Alessio Picariello        | Porsche 4.2L Flat-6          | M     | 151  |
| 25                  | LMGTE Am      | 98  | Aston Martin Racing       | Paul Dalla Lana Augusto Farfus Jr. Marcos Gomes          | Aston Martin Vantage AMR     | M     | 151  |
| 25                  | LMGTE Am      | 98  | Aston Martin Racing       | Paul Dalla Lana Augusto Farfus Jr. Marcos Gomes          | Aston Martin 4.0L Turbo V8   | M     | 151  |
| 26                  | LMGTE Am      | 777 | D'station Racing          | Satoshi Hoshino Tomonobu Fujii Andrew Watson             | Aston Martin Vantage AMR     | M     | 150  |
| 26                  | LMGTE Am      | 777 | D'station Racing          | Satoshi Hoshino Tomonobu Fujii Andrew Watson             | Aston Martin 4.0L Turbo V8   | M     | 150  |
| 27                  | LMGTE Am      | 85  | Iron Lynx                 | Rahel Frey Katherine Legge Manuela Gostner               | Ferrari 488 GTE Evo          | M     | 150  |
| 27                  | LMGTE Am      | 85  | Iron Lynx                 | Rahel Frey Katherine Legge Manuela Gostner               | Ferrari F154CB 3.9L Turbo V8 | M     | 150  |
| 28                  | LMGTE Am      | 60  | Iron Lynx                 | Claudio Schiavoni Andrea Piccini Matteo Cressoni         | Ferrari 488 GTE Evo          | M     | 149  |
| 28                  | LMGTE Am      | 60  | Iron Lynx                 | Claudio Schiavoni Andrea Piccini Matteo Cressoni         | Ferrari F154CB 3.9L Turbo V8 | M     | 149  |
| 29                  | LMP2          | 31  | Team WRT                  | Robin Frijns Ferdinand Habsburg Charles Milesi           | Oreca 07                     | G     | 127  |
| 29                  | LMP2          | 31  | Team WRT                  | Robin Frijns Ferdinand Habsburg Charles Milesi           | Gibson GK428 4.2L V8         | G     | 127  |
| ABD                 | LMGTE Am      | 77  | Dempsey-Proton Racing     | Christian Ried Jaxon Evans Matt Campbell                 | Porsche 911 RSR-19           | M     | 138  |
| ABD                 | LMGTE Am      | 77  | Dempsey-Proton Racing     | Christian Ried Jaxon Evans Matt Campbell                 | Porsche 4.2L Flat-6          | M     | 138  |
| ABD                 | LMP2          | 26  | G-Drive Racing            | Roman Rusinov Franco Colapinto Nyck de Vries             | Aurus 01                     | G     | 125  |
| ABD                 | LMP2          | 26  | G-Drive Racing            | Roman Rusinov Franco Colapinto Nyck de Vries             | Gibson GK428 4.2L V8         | G     | 125  |
| ABD                 | LMGTE Am      | 86  | GR Racing                 | Michael Wainwright Ben Barker Tom Gamble                 | Porsche 911 RSR-19           | M     | 0    |
| ABD                 | LMGTE Am      | 86  | GR Racing                 | Michael Wainwright Ben Barker Tom Gamble                 | Porsche 4.2L Flat-6          | M     | 0    |
| ABD                 | LMP2 (Pro-Am) | 44  | ARC Bratislava            | Miro Konôpka Tom Jackson Darren Burke                    | Ligier JS P217               | G     | 0    |
| ABD                 | LMP2 (Pro-Am) | 44  | ARC Bratislava            | Miro Konôpka Tom Jackson Darren Burke                    | Gibson GK428 4.2L V8         | G     | 0    |
| Risultati ufficiali |               |     |                           |                                                          |                              |       |      |